# Викто-Понфоль
Викто́-Понфо́ль (фр. Victot-Pontfol) — коммуна во Франции, находится в регионе Нижняя Нормандия. Департамент коммуны — Кальвадос. Входит в состав кантона Камбреме. Округ коммуны — Лизьё.
Код INSEE коммуны — 14743.

## Население
Население коммуны на 2010 год составляло 119 человек.
| 1962 | 1968 | 1975 | 1982 | 1990 | 1999 | 2010 |
| ---- | ---- | ---- | ---- | ---- | ---- | ---- |
| 180  | 150  | 161  | 139  | 132  | 123  | 119  |

## Экономика
В 2010 году среди 70 человек трудоспособного возраста (15—64 лет) 51 были экономически активными, 19 — неактивными (показатель активности — 72,9 %, в 1999 году было 69,3 %). Из 51 активных жителей работали 48 человек (30 мужчин и 18 женщин), безработных было 3 (2 мужчин и 1 женщина). Среди 19 неактивных 4 человека были учениками или студентами, 4 — пенсионерами, 11 были неактивными по другим причинам.